# Parafia św. Antoniego w Pieszycach
Parafia św. Antoniego z Padwy – parafia rzymskokatolicka w Pieszycach, w powiecie dzierżoniowskim, województwo dolnośląskie.
Parafia została utworzona w 1946 roku i podlega pod dekanat bielawski w diecezji świdnickiej.
Po-protestancki kościół parafialny to budowla w stylu neogotyckim, wzniesiona na planie krzyża w latach 1871–1875.
Uroczyste poświęcenie kościoła miało miejsce 22 września 1946.

## Proboszczowie parafii
| Imię i nazwisko         | Daty urzędowania |
| ----------------------- | ---------------- |
| ks. Teodor Schramm      | 1946             |
| ks. Leon Izdebski       | 1946–1947        |
| ks. Józef Jaskółowski   | 1947–1953        |
| ks. Wiktor Józefowicz   | 1953–1957        |
| ks. Piotr Mrówka        | 1957–1964        |
| ks. Franciszek Bielecki | 1964–1987        |
| ks. Marian Obratański   | 1988–1997        |
| ks. Edward Dzik         | od 1997          |

Źródło: 